# Walter Balmer
Walter Balmer (28 maart 1948 - 27 december 2010) was een Zwitsers voetballer die speelde als aanvaller.

## Carrière
Balmer speelde eerst drie seizoen bij FC Thun maar ging in 1968 spelen voor FC Basel met hen werd hij landskampioen in 1969, 1970, 1972 en 1973. De beker won hij maar één keer in 1975.
Hij speelde twintig interlands voor Zwitserland waarin hij twee keer kon scoren.

## Erelijst
- FC Basel
  - Landskampioen: 1969, 1970, 1972, 1973
  - Zwitserse voetbalbeker: 1975